# Käärijä
Jere Pöyhönen, dit Käärijä (prononciation en finnois : /ˈkæːrijæ/), est un rappeur et auteur-compositeur-interprète finlandais, né le 21 octobre 1993 à Helsinki.
En 2020, il sort son premier album Fantastista. Il représente la Finlande au Concours Eurovision de la chanson 2023 avec le titre Cha Cha Cha et termine à la seconde place derrière Loreen, représentante de la Suède.

## Biographie
Jere Pöyhönen grandit dans le quartier Ruskeasanta de Vantaa, dans le Grand Helsinki. Il découvre sa passion pour la musique en apprenant à jouer de la batterie et commence à produire de la musique en 2014. Son nom de scène qui signifie « emballage », vient d'un pari avec ses amis,. 
Pöyhönen sort sa musique indépendamment jusqu'en 2017, date à laquelle il signe avec le label Monsp Records. Il sort par la suite le double single Koppi tules / Nou roblem. L'année suivante, il sort un EP, intitulé Peliä. En 2020, son premier album Fantastista sort. 
Le 11 janvier 2023, Pöyhönen est annoncé comme l'un des sept participants à Uuden Musiikin Kilpailu 2023, la sélection nationale finlandaise pour le Concours Eurovision de la chanson 2023. Sa chanson Cha Cha Cha, co-écrite avec Aleksi Nurmi, Johannes Naukkarinen et Jukka Sorsa, sort le 18 janvier 2023. Il remporte le concours national avec 539 points et devient le représentant pour la Finlande au Concours Eurovision de la chanson 2023, où il arrive en deuxième position avec 526 points, le pays vainqueur (Suède) en ayant obtenu 583, mais en première position du vote du public.

## Discographie

### Album studio
- 2024 - people's champion
- 2020 - Fantastista

### EP
- 2018 – Peliä

### Singles
- 2016 – Heila (feat. Urho Ghettonen)
- 2016 – Urheilujätkä (feat. Jeskiedes)
- 2016 – Puun takaa
- 2017 – Tuuliviiri
- 2017 – Ajoa
- 2017 – Koppi tules/Nou roblem
- 2018 – Klo23
- 2018 – Puuta heinää
- 2018 – Viulunkieli
- 2019 – Rock rock
- 2019 – Hirttää kiinni
- 2019 – Mic Mac
- 2020 – Paidaton riehuja
- 2021 – Menestynyt yksilö
- 2021 – Siitä viis
- 2022 – Välikuolema
- 2023 – Cha cha cha
- 2023 – It's Crazy, It's Party (feat. Tommy Cash)
- 2023 – Huhhahhei
- 2024 – Ruoska (with Erika Vikman)
- 2024 – TRAFIK! (feat. Joost Klein)